# 루이마리 그리그뇽 드 몽포르
성 루이마리 그리그뇽 드 몽포르(프랑스어: Saint Louis-Marie Grignion de Montfort, 라틴어: Sanctus Ludovicus Maria Grignion de Montfort, 1673년 1월 31일 - 1716년 4월 28일)는 프랑스의 로마 가톨릭교회 사제이다. 생전에 설교가로서 명성을 떨쳤으며, 교황 클레멘스 11세에 의해 교황 파견 선교사로 임명되었다.
설교 뿐만 아니라 그가 저술한 책들 또한 다수가 기독교 고전 서적으로서 신자들 사이에 널리 읽혀졌으며, 여러 교황들의 영성에도 큰 영향을 끼친 것으로 알려져 있다. 루도비코 마리아는 성모 마리아와 묵주 기도에 대해 깊은 신심을 가진 것으로도 유명하다.
루도비코 마리아는 오늘날 마리아론이라고 알려진 기독교 신학의 한 분야를 주창한 학자 가운데 한 사람으로서, 그의 저서 중 가장 주목할 만한 것으로는 《성모님께 대한 참된 신심》과 《묵주 기도의 비밀》이 있다.
루도비코 마리아는 1888년 교황 레오 13세에 의해 시복되었으며 1947년 7월 20일 교황 비오 12세에 의해 시성되었다. 바티칸 성 베드로 대성전의 남쪽 네이브 위쪽 자리에 자코모 파리시니가 조각한 그의 성상이 다른 가톨릭 공동체 창설자들의 성상들과 함께 자리잡고 있다.

## 유년 시절

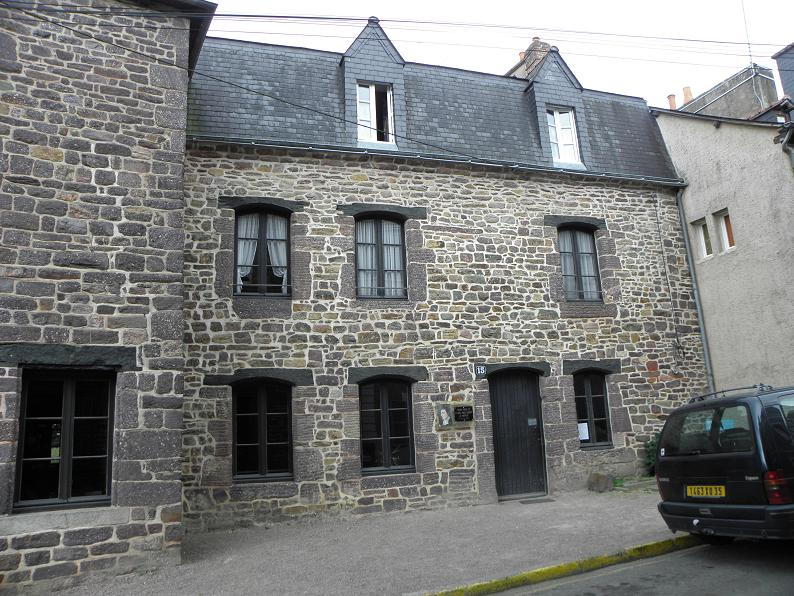
몽포르쇠르므에 있는 루도비코 마리아의 생가

루도비코 마리아 그리뇽은 1673년 1월 31일 프랑스 브레타뉴에 있는 렌느의 바로 서쪽에 있는 몽포르쇠르므에서 태어났다. 그는 공증인이자 독실한 가톨릭 신자였던 장바티스트 그리뇽과 그의 아내 잔느 로베르 사이에서 태어난 18명 자녀들 가운데 생존한 아이들의 가장 맏이였다. 루도비코 마리아는 어린 시절의 대부분을 몽포르에서 수마일 떨어진 이펜딕이라는 곳에서 보냈는데, 이곳은 그의 부친이 농장을 구입한 곳이다. 12세가 되던 해에 그는 렌에 있는 예수회 대학인 성 토마스 베켓 대학교에 입학하였다.
대학에서 열심히 공부를 하다가 사제로서의 소명에 눈뜨기 시작한 그는 대학 공부를 놓지 않으면서 방과 후에는 개인적으로 학교에 남아서 철학과 신학에 대한 공부를 시작했다. 특히 순회 설교자였던 아베 줄리앙 벨리에 신부의 이야기를 듣고 감명을 받아, 그를 본받아 가난한 사람들에게 다가가 전교 활동을 하고 싶다는 소망을 갖게 되었다. 또한, 몇몇 다른 사제들의 지도를 받으면서 성모 마리아에 대한 신심을 키워나갔다.
루도비코 마리아는 자신을 후원자를 통해 우연찮게 명성 높은 생쉴피스 신학교에 공부할 수 있는 기회를 잡아 1693년 후반기에 생쉴피스 신학교가 있는 파리로 갔다. 그러나 막상 파리에 도착하자 그는 자신의 후원자가 자신을 위해 충분한 돈을 제공하지 않았음을 알게 되었다. 어쩔 수 없이 그는 여러 여관을 전전하면서 가난한 사람들과 더불어 지냈으며, 이러한 어려운 환경 속에서도 신학 강의를 듣기 위해 소르본 대학교에 나갔다. 2년이 채 지나지 않아, 그는 몸이 매우 허약해져서 병원에 입원하는 신세가 되었다. 그는 병마와 더불어 당시 치료법의 일종이었던 피 뽑기(한때 유럽에는 피를 뽑는 치료범이 유행한 적이 있었음)를 당하는 와중에도 무사히 목숨을 부지하였다.
병원에서 치료를 마치고 퇴원을 한 그는 생쉴피스 소신학교에 자신이 입학할 수 있도록 등록이 되어 있었다는 사실을 알게 되고, 1695년에 입학하였다. 생쉴피스 신학교는 ‘프랑스 학교의 영성화’를 주창한 장자크 올리에가 설립한 학교였다. 루도비코 마리아는 생쉴피스에 있는 동안 도서관 사서로 기용되어, 도서관에 머물면서 영성에 대한 가능한 모든 분야를 공부할 수 있게 되었다. 그리고 그리스도의 생애에 있어서 성모 마리아가 차지했던 위치에 대해서도 공부하게 되었다. 이때 그가 배운 지식은 훗날 그가 묵주 기도를 주제로 다룬 《묵주 기도의 비밀》이라는 책을 집필할 때 적지 않은 영향을 끼치게 되었다.

### 천사들에 대한 신심
파리에서 신학생으로 있던 시절에 루도비코 마리아는 천사들에 대한 깊은 신심으로 잘 알려졌다. 그는 학우들에게 자신들의 수호천사를 존경과 애정을 표현할 것을 권장하였다. 그는 편지를 쓸 때마다 항상 “저는 당신의 수호천사께 경의를 표합니다.”라는 식의 수취인의 수호천사에 대한 인사말과 함께 편지를 마치곤 하였다. 또한, 그는 낭트에 있는 모든 천사에게도 경의를 표했다. 아마도 그는 습관적으로 새로운 마을이나 도시로 들어갈 때마다 그곳에 거처하는 천사들에게 경의를 표했던 것으로 보인다.
루도비코 마리아가 천사들에 대한 깊은 신심을 지녔던 이유 중의 하나는 그의 가르침과 사고방식의 구성 요소였던 순결한 영혼들에 대한 존경심 때문이었다. 대학원 시절에 그를 가르쳤던 예수회원들은 천사들에 대한 신심을 전파하는데 열성적인 것으로 잘 알려져 있었다. 생쉴피스 소신학교에서 신학 수업을 받은 루도비코 마리아는 드 베륄 추기경과 올리에와 만났는데, 두 사람 모두 천사들에 대한 신심이 깊은 인물들이었다. 더군다나 17~18세기에는 경건한 생활과 천사와 같이 순결한 영혼들에 대한 책들이 수없이 쏟아져 나왔던 시기였다.

## 사제에서 설교가로

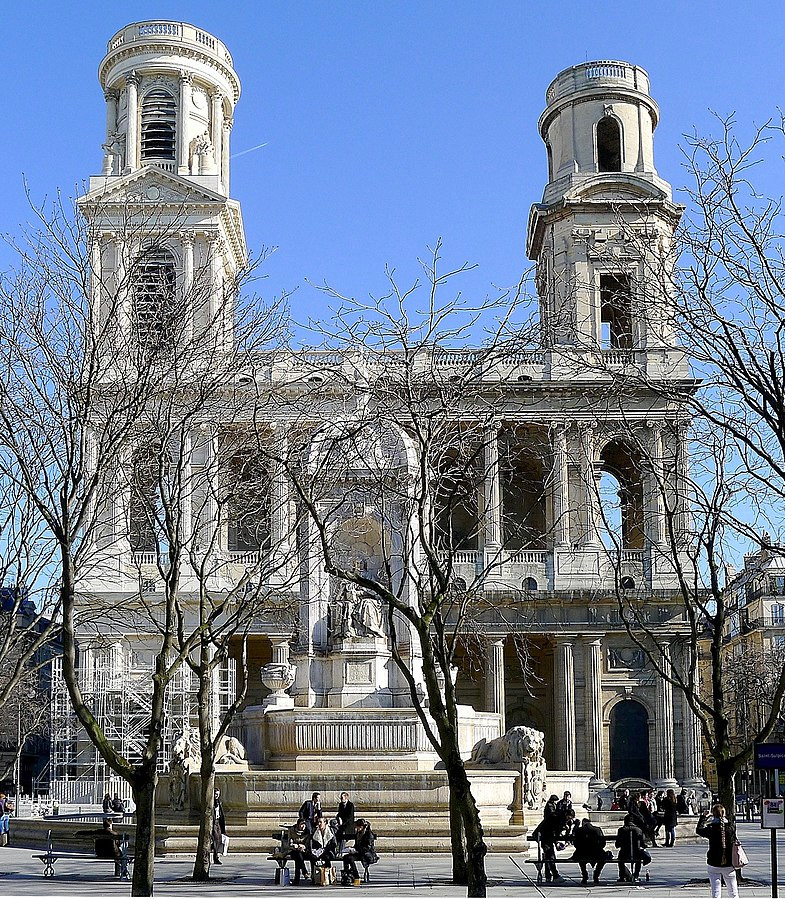
루도비코 마리아가 사제품을 받기 위해 공부했던 생쉴피스 성당.

1700년 6월 사제 서품을 받은 루도비코 마리아는 낭트로 부임하였다. 그러나 이 시기에 그가 쓴 서신들을 보면 당시 그는 자신이 하도록 부르심을 받았다고 생각한 복음 전파의 기회가 부족함에 대해 실망했던 것으로 보인다. 그로 인해 그는 은수자가 될까 하는 생각도 했었지만, 곧 자신이 ‘가난한 사람들에게 복음을 전파하도록’ 부르심을 받은 것이라고 스스로에게 설득하는 마음가짐이 커져갔다.
루도비코 마리아는 서품을 받고 5개월 후인 1700년 11월에 도미니코회 제3회원으로 입회하였으며, 묵주 기도에 대한 강론뿐만이 아니라, 묵주기도 신심 단체를 설립하여 공식 인가를 받고자 하였다. 같은 달에 그는 다음과 같은 글을 썼다. “나는 성모님의 깃발과 보호 아래 가난한 이들과 피정에서 강론하는 훌륭한 사제들의 작은 모임을 만들기 위해 끊임없이 기도를 통해 요청하였다.”
이러한 그의 열망에 따라 1715년 루도비코 마리아는 수명의 사제들을 규합하여 마리아 자매회를 창설하였다. 이즈음에 그는 푸아티에의 한 병원의 담당 사제로 발령이 되었으며, 이곳에서 훗날 시복되는 마리아 루도비카 트리셰를 만나게 되었다. 이날의 만남이 있은 후에 마리아 루도비카 트리셰는 34년 동안 가난한 사람들을 위하여 봉사하게 된다.
하지만 지역 교구장 주교들의 반대에 실망한 그는 자신이 앞으로 무슨 일을 해야 할지 교황에게 묻기 위해 로마로 떠났다. 교황 클레멘스 11세는 그의 천직을 알아보고 그에게 프랑스에서 할 일이 아직 많을 것이라고 말하면서 그에게 교황 파견 선교사라는 직함을 주고 돌려보냈다.
몇년 동안 루도비코 마리아는 브르타뉴에서 낭트에 걸쳐 전교 활동을 하였으며, 점차 위대한 선교사로서의 명성이 높아져 ‘몽포르의 좋은 신부님’으로 널리 알려지게 되었다. 루도비코 마리아는 퐁샤토에서 수천 명의 사람들과 합심하여 거대한 그리스도 수난상을 세웠다. 그러나 그리스도 수난상의 축복식 전날 밤에 얀세니즘 추종자들의 압력에 굴복한 프랑스 국왕이 그리스도 수난상을 철거하라고 지시하였으며, 이 소식을 들은 주교는 그리스도 수난상에 대한 축복식을 금지시켰다. 이 일로 루도비코 마리아는 크게 상심하였다. 루도비코 마리아는 축복 예식을 기다리던 수천 명의 군중에게 가서 “우리는 이곳에 그리스도 수난상을 세우기를 원했습니다. 이제 그것을 우리 마음속에 세웁시다. 여러분 모두에게 하느님의 축복을 빕니다.”라고 말했다.

## 말년

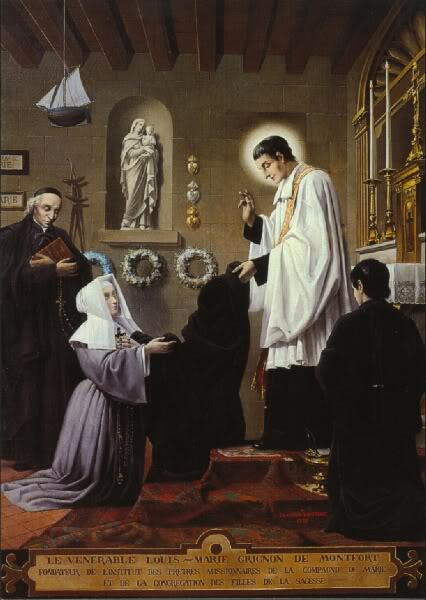
마리아 루도비카 트리셰의 지혜의 딸 수녀회 서원식을 집전하는 루도비코 마리아.

루도비코 마리아는 낭트로 가서 몇 년 동안 매우 바쁜 나날을 보냈다. 그는 항상 설교를 마치면 곧바로 선교를 위해 도보로 다른 지역으로 이동하는 등 계속해서 선교와 설교 활동에 몰두하였다. 이시기에 그는 틈틈이 시간을 내어서 《성모님께 대한 참된 신심》과 《묵주 기도의 비밀》 등의 종교 서적을 저술하였다. 그리고 마리아 자매회와 지혜의 딸 수녀회의 규칙들을 작성하고 여러 찬미가를 작곡하였다. 《성모님께 대한 참된 신심》을 쓰기 전에 그는 도미니코회 제3회원이 되었다. 그의 선교 활동은 곧 큰 효과를 불러왔으며, 특히 방데에서 더욱 그러하였다.
그의 열정적인 설교는 많은 사람에게 환호를 받았지만, 몇몇 사람들로부터 다소 이상하다는 취급을 당하였다. 그 때문에 한 번 투옥도 되었다. 이때 비록 치명적인 상태에 이르지는 않았지만, 그의 건강을 크게 손상시켰다. 그럼에도 그는 쉬지 않고 여전히 자신의 일을 계속 수행하였다. 그는 대중을 상대로 한 설교 활동을 계속했으며, 돈이 없어 학교에 다니지 못하는 가난한 남녀 청소년들을 위한 무료 학교를 세우기도 하였다.

### 지혜의 딸 수녀회
라로셸의 교구장 주교는 루도비코 마리아에게 깊은 인상을 갖고 그에게 라로셸에서 학교를 개설할 수 있도록 허락해주었다. 루도비코 마리아는 마리아 루도비카 트리셰에게 도움을 요청하여 그녀의 부축을 받고 푸아티에의 일반 병원으로 긴급 후송되었다. 1715년 마리아 루도비카와 가타리나 브루네는 푸아티에를 떠나 라로셸로 가서 학교를 개설하였으며, 단기간 내에 400명의 학생을 모집하였다.
1715년 8월 22일 마리아 루도비카 트리셰와 가타리나 브루네는 마리 발레우와 마리 레니에와 더불어 라로셸에서 루도비코 마리아의 영성지도 아래 공동체 생활을 할 수 있도록 라로셸의 주교로부터 인가를 받았다. 루도비코 마리아는 수도회 창설식을 주재하면서 “아이들을 가르치고 가난한 사람들을 돌보는 일을 소임을 맡은 여러분은 이제 스스로 지혜의 딸들이라고 부르십시오.” 지혜의 딸 수녀회는 국제적인 수도회로 발전하였으며, 수녀회의 설립자인 루도비코 마리아 성인의 동상을 바티칸 성 베드로 대성전에 안치한 것도 지혜의 딸 수녀회에 의해 이루어진 일이다.

### 죽음
과로와 병으로 급격하게 수척해진 루도비코 마리아는 자신의 살아생전의 마지막 설교를 하기 위해 1716년 4월 생로망쇠세브르에 갔다. 결국 그곳에 있는 동안 병이 든 그는 같은 해 4월 28일에 선종하였다. 당시 그의 나이 43세였으며, 사제 생활 16년째 되던 해의 일이었다. 그의 마지막 설교는 하느님 지혜의 성육신과 예수의 온유함에 대한 내용이었다. 수천 명의 군중이 그의 장례 미사와 매장을 참관하러 몰려왔으며, 곧바로 그의 무덤에서 수많은 기적이 일어났다는 이야기가 생겨나기 시작했다.
그로부터 43년이 지난 1759년 4월 28일 마리아 루도비카 트리셰 역시 생로망쇠세브르에서 선종하여 루도비코 마리아 옆에 안장되었다.
1996년 9월 교황 요한 바오로 2세는 루도비코 마리아의 무덤에 찾아와 그 앞에 기도를 바치고 인근의 다른 무덤들도 둘러보며 기도하였다.

## 같이 보기
- 마리아 루도비카 트리셰의
- 지혜의 딸 수녀회